# Francisco Arce
Francisco Javier Arce Rolón (Paraguarí, 2 de abril de 1971) é um treinador e ex-futebolista paraguaio que atuava como lateral-direito. Atualmente comanda o Guaraní.
Com passagens notáveis por Cerro Porteño, Grêmio e Palmeiras, é o 7º defensor com mais gols no Campeonato Brasileiro; em 139 partidas, marcou 31 gols. Foi eleito por sete anos seguidos (1996 a 2002) o melhor lateral-direito das Américas.

## Carreira como jogador

### Grêmio
Em 1995, foi contratado pelo Grêmio, onde tornou-se multicampeão junto com sua equipe, na qual venceram a Taça Libertadores da América de 1995, o Campeonato Brasileiro de 1996, Recopa Sul-Americana 1996, a Copa do Brasil de 1997 entre os títulos regionais e o vice-campeão intercontinental de 1995, como um lateral-direito de grande destaque da equipe gaúcha, sob a orientação do treinador Luiz Felipe Scolari. No total pelo Grêmio, atuou em 145 partidas e marcou 13 gols.

### Palmeiras
Em seguida, Scolari levou Arce junto consigo para o Palmeiras, onde também foi multicampeão: venceram a Copa do Brasil de 1998, a Copa Mercosul de 1998 (foi o autor do gol do título) e a Copa Libertadores da América de 1999, sendo de novo vice-campeão intercontinental de 1999. Em 2000, Arce ainda conquistou pelo verdão o Torneio Rio-São Paulo e a Copa dos Campeões, torneio de abrangência nacional, que levou novamente o Palmeiras à Libertadores. Pela equipe do Palestra Itália, disputou um total de 241 jogos e marcou 57 gols; além de 74 assistências.

### Gamba Osaka, Libertad e aposentadoria
Em 2002, deixou a equipe do Palmeiras e foi atuar no futebol japonês, sendo contratado pelo Gamba Osaka. Retornou à América do Sul e jogou pelo Libertad, do seu país, entre 2004 e 2005.
Depois de ter atuado em 30 partidas pelo 12 de Octubre, seu último clube como profissional, Arce anunciou a aposentadoria dos gramados no final de 2006. Seu jogo de despedida aconteceu em Paraguarí, a 62 quilômetros da capital paraguaia, Assunção. A partida contou com jogadores como Aldo Bobadilla e Carlos Gamarra, entre outros.

### Seleção Nacional
Pela Seleção Paraguaia, Arce disputou as Olímpiadas de 1992, realizadas em Barcelona, na qual ele diz que foi um de seus melhores momentos na carreira.
Disputou também duas Copas do Mundo FIFA, em 1998 e 2002. É um dos maiores ídolos do futebol paraguaio, ao lado de Carlos Gamarra, José Luis Chilavert e Roque Santa Cruz.

## Carreira como treinador
Depois de se retirar como jogador de futebol, Arce tornou-se treinador equipe paraguaia Rubio Ñu, levando-os à Segunda Divisão Paraguaia em 2008 e posteriormente, em 2009, à Primeira Divisão Paraguaia.

### Seleção Paraguaia
Após a disputa da Copa América de 2011, o ex-lateral assumiu o comando da Seleção Paraguaia.
No dia 12 de junho de 2012, foi demitido do comando do Paraguai devido à fraca campanha da equipe nas Eliminatórias Sul-Americanas para a Copa do Mundo FIFA de 2014.

### Cerro Porteño
Em 4 de março de 2013, foi apresentado como técnico do Cerro Porteño.
Após uma goleada sofrida para o Guaraní, foi demitido no dia 24 de agosto de 2014.

### Olimpia
Em 17 de março de 2015, Arce foi anunciado como novo treinador do Olimpia.

### Guaraní e retorno à Seleção Paraguaia
Comandou o modesto Guaraní, e em meados do 2016, reassumiu o comando da Seleção Paraguaia.

### Retorno ao Cerro Porteño
Em 19 de dezembro de 2019, acertou seu retorno ao Cerro Porteño.

### Olimpia
Em 21 de julho de 2023, foi anunciado seu retorno como técnico do Olimpia.

### Retorno ao Guaraní
Foi anunciado no dia 22 de março de 2024 como novo treinador do Guaraní.

## Títulos como jogador
Cerro Porteño
- Campeonato Paraguaio: 1990, 1992 e 1994
- Torneio República: 1991

Grêmio
- Campeonato Gaúcho: 1995 e 1996
- Copa Libertadores da América: 1995
- Recopa Sul-Americana: 1996
- Campeonato Brasileiro: 1996
- Copa do Brasil: 1997

Palmeiras
- Copa do Brasil: 1998
- Copa Mercosul: 1998
- Copa Libertadores da América: 1999
- Torneio Rio–São Paulo: 2000
- Copa dos Campeões: 2000

Seleção Paraguaia
- Torneio Pré-Olímpico Sul-Americano Sub-23: 1992

### Prêmios individuais
- Seleção Ideal das Américas: 1996, 1997, 1998, 1999, 2000, 2001 e 2002
- Melhor Lateral-Direito do Campeonato Brasileiro pela CBF: 1996 e 1998
- Bola de Prata da Placar de Melhor Lateral-Direito do Campeonato Brasileiro: 1998, 2000 e 2001
- 2º Melhor Futebolista Sul-Americano do Ano: 1999
- Seleção Ideal da Copa do Mundo FIFA de 2002 pelo El Mundo[14]
- IFFHS - MEN’S ALL TIME PARAGUAY DREAM TEAM[15]

## Títulos como treinador
Rubio Ñu
- División Intermedia: 2008

Cerro Porteño
- Campeonato Paraguaio: 2013 (Clausura), 2020 (Apertura) e 2021 (Clausura)

Olimpia
- Campeonato Paraguaio: 2015 (Clausura)